# 籠池泰典
- 籠池泰典
- 籠池靖憲

籠池 泰典（かごいけ やすのり、1953年〈昭和28年〉2月7日 - ）は、日本の教育者。学校法人籠池学園前理事長、社会福祉法人肇國舎代表、高等森友学園保育園園長、学校法人森友学園理事長。

## 経歴
1953年2月7日、香川県高松市にて生まれる。
家業の海運業「籠池海運」の倒産に伴い、1963年4月に一家揃って兵庫県尼崎市へ転居する。
尼崎市立尼崎東高等学校を卒業後、関西大学商学部に入学する。
籠池はアルバイト先だったそごう大阪店（現：心斎橋パルコ）で、甲子園短期大学1年生の森友真美（後の諄子）に出会い、一目惚れした。
1977年3月、関西大学商学部を卒業、翌4月から地方公務員として奈良県に採用される。
県庁では商工労働部の商工課に配属され、県内の製造業の振興、新規出店する流通大手スーパーを巡る大規模小売店舗立地法対策や商店街との調整などを担当した。
その後、農業部農林経済課に異動となる。
1979年、森友真美（別名：諄子）と結婚。
昭和天皇の誕生日4月29日（現：昭和の日）に大阪私学会館で挙式後、大阪市福島区大開にあるマンションに居住。
奈良県桜井市の宗教法人「天一教」から「靖憲」という名前を貰って改名する。
1984年、義父の創立した学校法人森友学園の職員となり、1986年には塚本幼稚園幼児教育学園の園長に抜擢される。
1993年（平成5年）、学校法人南港桜学園の理事長に就任、南港さくら幼稚園の園長を兼務。
1995年、学校法人森友学園の理事長に就任し、塚本幼稚園の園長を兼務する。
2009年、社会福祉法人肇國舎を設立し、理事に就任。2010年、肇國舎高等森友学園保育園を開園し園長を兼務。
2017年3月10日、瑞穂の國記念小學院の設立認可申請を取り下げ、森友学園理事長を辞任。後任として、長女の町浪が就任した。
7月31日、籠池は補助金の不正受給による詐欺容疑で大阪地検特捜部に妻と共に逮捕された。
2018年5月25日、夫婦共に300日の勾留ののちに保釈。2019年3月6日、大阪地方裁判所で初公判が行われ、起訴内容の大半について無罪を主張。同年10月30日、論告求刑公判が行われ、検察側は懲役7年を求刑。2020年2月19日、判決公判が行われ、懲役5年の実刑判決。2月21日、大阪高裁が大阪地裁の保釈決定を不服とした大阪地検の抗告を棄却し、再び保釈を認め、保釈保証金1200万円で大阪拘置所から保釈。
同年3月27日、NHKから国民を守る党が4月26日投開票の衆議院静岡4区補欠選挙に籠池を擁立する意向を示したが、4月1日、籠池が補欠選挙への出馬を辞退したことをNHKから国民を守る党が発表。同時に次期総選挙に籠池を擁立する意向も示した。
6月25日には2020年東京都知事選挙に立候補しているNHK党党首の立花孝志の応援弁士として、大阪から上京し財務省、法務省、国会議事堂の前で演説するなど立花とは蜜月関係にあったが、2021年1月には立花が森友学園に寄付していた8400万円などを巡りトラブルとなり、決別。立花は森友事件の真相を解明するためとしてNHK党から資金を借り入れ2020年3月に個人として寄付したが、学園の管財人が受け取りを拒否。宙に浮いた状態になったことから返金を求めていた。一方、籠池側は立花が町浪に政略結婚を提案してきたことが決別の理由と主張している。
2022年3月14日付で森友学園の理事長職に復帰した。同年4月18日、大阪高裁は1審判決を支持して籠池側の控訴を棄却した。籠池はただちに上告したが、最高裁は2023年1月10日付で籠池側の上告を棄却する決定をした。籠池はこの決定に異議を申し立てた。最高裁は1月30日付で申し立てを棄却する決定をした。
2023年（月日不明）付で森友学園の理事長職を辞任した。
2023年3月13日に大阪高検が入る大阪市内の合同庁舎に出頭し、夫婦共に大阪拘置所に収容された。判決確定まで拘置所などで拘束されていた期間「未決勾留日数」は刑期に算入し短縮できると規定され、夫妻は各200日とされた。

## 人物
- 公務員を辞め、岳父の森友寛が経営・運営する児童教育機関を経て教育者となった[25]。又、夫婦と娘も教育者（姉妹）である[26][27]。長男は実業家の籠池佳茂。
- 「教育勅語を教育に活用している」と唱えている[28]。「明るい表情」「正しい言葉」「賛嘆の言葉」「愛情のこもった態度」で子どもの能力を引き出し、「伸ばす教育を実践している」と主張している[29]。

## 生長の家との関係

### 宗教法人生長の家
父親の代から保守系新宗教「生長の家」（現・生長の家本流運動）の信徒だった。森友学園問題が表面化して以降、生長の家の行法である「神想観」を再開したと菅野完に語っている。もっとも籠池はかつて生長の家が推進していた民族派学生運動には消極的だったという。
生長の家栄える会には籠池靖憲名義で入会していた。逮捕前日には生長の家青年会の会員と会い「エネルギー安全保障についてどう思う？」と問いかけてエネルギー安全保障についての持論を語っていたという。

### 日本会議・生長の家本流運動
籠池泰典と日本会議との関係を指摘する報道に対して、日本会議は公式サイト上に日本会議事務総局名で2018年3月13日付の「籠池氏は過去に日本会議の会員であったものの2011年に退会しており、籠池氏が用いていた「日本会議大阪代表・運営委員」との名刺は虚偽の役職を記載したものである」という趣旨の文書を掲載している。
日本会議と関係の深い谷口雅春先生を学ぶ会はかつて塚本幼稚園で複数回講演会を行っていることを認めながらも、森友学園と自分たちには何の関係もないとしている。
一連の流れを受けて日本会議会長の田久保忠衛は「もう（籠池と）関係は絶っている」「生長の家がらみの内紛に巻き込まれるのが私は嫌」とコメントしている。

## 出演
- TBSテレビ「サンデージャポン」（2018年10月21日放送）。夫婦で出演[37]。
- 『教育と愛国』（2022年）

## 著書

### 共著
- 『国策不捜査 「森友事件」の全貌』（2020年2月13日、文藝春秋）ISBN 4163911766

### 月刊誌
- 致知　教育に懸ける思い　2015年4月号[38]